# Sven Svensson (politiker)
Sven Arvid Svensson, född 28 juli 1904 i Misterhults församling, Kalmar län, död där 31 juli 1991, var en svensk hemmansägare och politiker (högern).
Svensson var ledamot av riksdagens andra kammare från 1953, invald i Kalmar läns valkrets.